# 불교기

국제불교기

불교기(佛敎旗)는 불교를 상징하는 깃발이다.

## 색
국제 불교기는 왼쪽부터 오른쪽으로 파랑, 노랑, 빨강, 흰색, 주황색으로 되어 있으며, 가장 오른쪽 열에는 5개색을 위에서 아래로 차례로 줄무늬로 되어 있다. 색은 각각 의미가 담겨있다.

## 그 외의 불교기

국제 불교기
일본 불교기
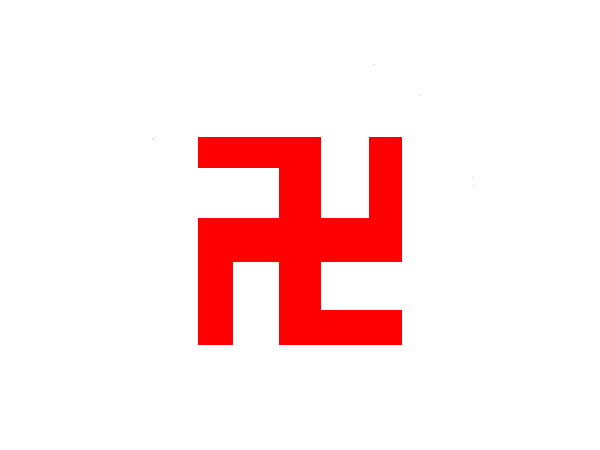
한국 불교기
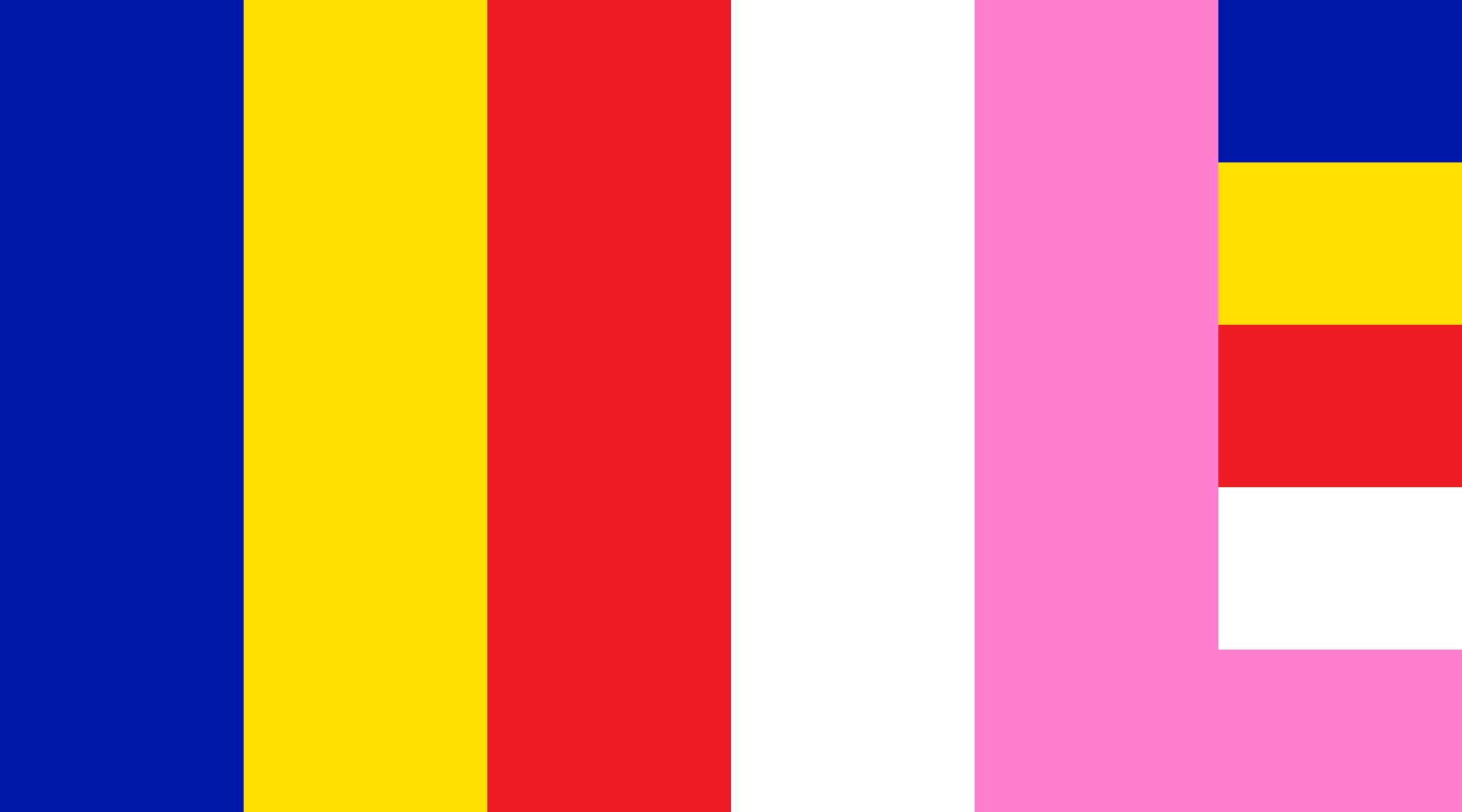
미얀마 불교기
라오스 불교기
티베트 불교기
네팔 불교기
정토진종 불교기